# Francis G. Gentry
Francis G. Gentry (* 8. Juni 1942) ist ein US-amerikanischer Germanist.

## Leben
Er erwarb am Boston College (1959–1963) den BS (Deutsch & Englisch) und an der Indiana University den M.A. (Deutsch) 1966/Ph.D. (Deutsch) 1973. Er lehrte als Professor an der Penn State University (1991–2003) und an der University of Wisconsin-Madison (1984–1991). 2008 erhielt er das Bundesverdienstkreuz am Bande.

## Schriften (Auswahl)
- Triuwe and vriunt in the Nibelungenlied. Amsterdam 1975, ISBN 90-6203-368-7.
- Bibliographie zur frühmittelhochdeutschen geistlichen Dichtung. Berlin 1992, ISBN 3-503-03007-7.